# Nam Gyu-ri
Nam Mi-jeong (hangŭl: 남미정), meglio conosciuta con il nome d'arte Nam Gyu-ri (hangŭl: 남규리) (Seul, 26 aprile 1985) è un'attrice e cantante sudcoreana.

## Biografia
Nam Gyu-ri debuttò nel mondo della musica come leader del terzetto SeeYa nel 2006 insieme a Lee Bo-ram e Kim Yeon-ji. Ad aprile del 2009, la casa discografica del gruppo, la Core Contents Media, annunciò che Nam aveva smesso di partecipare alle attività del gruppo, violando così i termini del proprio contratto. Da parte sua, Nam dichiarò invece che il suo contratto era ormai concluso e che non era più legata alla compagnia o alle stesse SeeYa, e che aveva deciso di lasciare il gruppo perché incompatibile con il suo desiderio di diventare un'attrice. Durante una conferenza stampa il mese seguente, i due membri rimanenti delle SeeYa espressero la loro opinione sul comportamento di Nam, definendolo "tradimento" e dichiarandosi deluse e confuse dalle affermazioni della ex-compagna di essere stata trattata male, raccontando, inoltre, che Nam godeva di un trattamento preferenziale che spesso danneggiava il gruppo. Il 15 luglio 2009, la Core Contents Media annunciò che i malintesi erano stati risolti e che Nam Gyu-ri avrebbe ripreso le attività con il gruppo, ma la cantante lo lasciò definitivamente il 13 agosto. Si riunì al gruppo, però, alla fine del 2010 per le ultime promozioni prima dello scioglimento, avvenuto il 30 gennaio seguente.
Nel frattempo, Nam debuttò come attrice e, nonostante la sua intenzione di non lavorare più come cantante, contribuì ad alcune colonne sonore e all'album I Be... di Ivy.

## Filmografia

### Cinema
- Gosa - Piui junggangosa (고死: 피의 중간고사), regia di Nayato Fio Nuala e Chang (2008)
- Seulpeumboda deo seulpeun iyagi (슬픔보다 더 슬픈 이야기), regia di Won Tae-yeon (2009)
- Mr. Idol (Mr. 아이돌), regia di Ra Hee-chan (2011) – cameo
- Top Star (톱스타), regia di Park Joong-hoon (2013) – cameo
- Sinchon zombie manhwa (신촌좀비만화), regia di Han Ji-seung (2014)

### Televisione
- Insaeng-eun areumda-wo (인생은 아름다워) – serie TV (2010)
- 49il (49일) – serie TV (2011)
- Kaljabi ibalsa (칼잡이 이발사), regia di Lee Jung-sub – film TV (2012)
- Hae-undae yeon-indeul (해운대 연인들) – serie TV (2012)
- Ohlala bubu (울랄라 부부) – serie TV, episodio 1x01 (2012) – cameo
- Mujeongdosi (무정도시) – serie TV (2013)
- Wǒ de shīyì nǚyǒu (我的失憶女友) – serie TV (2014)
- Kairos (카이로스?, Kairoseu) - serie TV (2020)

## Discografia
Di seguito, le opere di Nam Gyu-ri come solista. Per le opere con le SeeYa, si veda Discografia delle SeeYa.
Singoli
- 2010 – "Ride to Me" (con One Way)[9]
- 2011 – "Starlight Tears"
- 2013 – "A Guy and a Girl Meet For The First Time"

Colonne sonore
- 2007 – "Flying in the Deep Night" (Motmallineun gyeolhon)
- 2007 – "Lately I..." (Motmallineun gyeolhon)
- 2008 – "Man" (Gosa - Piui junggangosa)
- 2009 – "Face That I Want to See" (Seulpeumboda deo seulpeun iyagi)
- 2010 – "I Love Horses" (Bosuk bibimbap)
- 2010 – "Kioku wo keshite" (Pygmalion-ui sarang)
- 2011 – "I Only Look at You" (Mr. Idol)
- 2011 – "I Am" (Mr. Idol)
- 2012 – "That Man" (Fashion wang)
- 2012 – "Haeundae Lovers" (Hae-undae yeon-indeul)

## Videografia
- 2006 – "Love Song", brano degli SG Wannabe
- 2008 – "Don't Cheat on Me", brano delle Miss $
- 2011 – "Ran Into You By Chance", brano dei Led Apple
- 2013 – "If This Ain't Love", brano dei Verbal Jint con Ailee

## Riconoscimenti
Di seguito, i riconoscimenti di Nam Gyu-ri da sola. Per i riconoscimenti con le SeeYa, si veda SeeYa#Riconoscimenti
| Anno | Premio               | Categoria                                           | Opera                | Risultato       |
| ---- | -------------------- | --------------------------------------------------- | -------------------- | --------------- |
| 2010 | SBS Drama Awards     | Premio nuova stella                                 | Insaengeun areumdawo | Vincitore/trice |
| 2011 | Baeksang Arts Awards | Miglior nuova attrice (TV)                          | Insaengeun areumdawo | Candidato/a     |
| 2011 | SBS Drama Awards     | Premio all'eccellenza, attrice in un drama speciale | 49il                 | Candidato/a     |